# Торнтонвил (Тексас)
Торнтонвил (енгл. Thorntonville) град је у америчкој савезној држави Тексас. По попису становништва из 2010. у њему је живело 476 становника.

## Демографија
Према попису становништва из 2010. у граду је живело 476 становника, што је 34 (7,7%) становника више него 2000. године.
| Група             | 2000.       | 2010.       |
| Белци             | 296 (67,0%) | 267 (56,1%) |
| Афроамериканци    | 1 (0,2%)    | 4 (0,8%)    |
| Азијати           | 1 (0,2%)    | 2 (0,4%)    |
| Хиспаноамериканци | 138 (31,2%) | 199 (41,8%) |
| Укупно            | 442         | 476         |